# 第二期線
第二期線（日语：／ Dainiki sen */?）是由鹿兒島市交通局（鹿兒島市電）擁有的電車路線之一。
包含路線在內，鹿兒島站前至郡元之間總稱為唐湊線（日语：／）。

## 運行形態
- ■2系統（郡元 - 鹿兒島中央站前 - 鹿兒島站前）- 行走第二期線所有區間，每6分鐘一班

## 歷史
- 1915年（大正4年）12月17日 鹿兒島電氣軌道高見馬場至武站前之間開通。
- 1928年（昭和3年）
  - 7月1日 - 鹿兒島市電氣局接管路線。
  - 8月7日 - 武站前駅改名為西鹿兒島站前站。
- 1933年（昭和8年）1月 - 改組成為鹿兒島市交通課路線。
- 1944年（昭和19年）10月24日 - 改組成為鹿兒島市交通部路線。
- 1952年（昭和27年）10月 - 改組成為鹿兒島市交通局路線。
- 2004年（平成16年）3月13日 - 西鹿兒島站前停留場改名為鹿兒島中央站前停留場。

## 電車站列表
所有電車站都位於鹿兒島縣鹿兒島市內。
| 電車站編號 | 中文站名     | 日文站名 | 英文站名              | 站間 營業 距離 | 累計 營業 距離 | 接續路線                                                                            |
| ---------- | ------------ | -------- | --------------------- | -------------- | -------------- | ----------------------------------------------------------------------------------- |
| I08 N08    | 高見馬場     |          | Takamibaba            | -              | 0.0            | 鹿兒島市電：第一期線                                                                |
| N09        | 加治屋町     |          | Kajiya-cho            | 0.3            | 0.3            |                                                                                     |
| N10        | 高見橋       |          | Takamibashi           | 0.4            | 0.7            |                                                                                     |
| N11        | 鹿兒島中央站 |          | Kagoshima chuoeki-mae | 0.3            | 1.0            | 九州旅客鐵道：九州新幹線、鹿兒島本線、指宿枕崎線（鹿兒島中央站） 鹿兒島市電：唐湊線 |

### 曾經可接續的路線
- 加治屋町停留場：伊敷線（日语：鹿児島市電伊敷線）

## 注腳
1. 1 2 3 4 5  鹿兒島市交通局　鹿兒島市電 （页面存档备份，存于）（日語）
2. ↑  國土交通省鐵道局監修《鉄道要覧》平成29年度版，電氣車研究會、鐵道圖書刊行會
3. ↑  【ユキサキナビ】鹿児島市電第２期線（鹿児島県）の鉄道駅［電車駅］路線から探す （页面存档备份，存于）（日語）
4. 1 2 3  路線圖 （页面存档备份，存于）（日語）

## 外部連結
- 鹿兒島市交通局 （页面存档备份，存于）（日語）

Template:鹿兒島市電第二期線